# Rouanjärvet
Rouanjärvet är en sjö i Pajala kommun i Norrbotten och ingår i Torneälvens huvudavrinningsområde. Rouanjärvet ligger i Torne och Kalix älvsystem Natura 2000-område.